# Kurt Darren

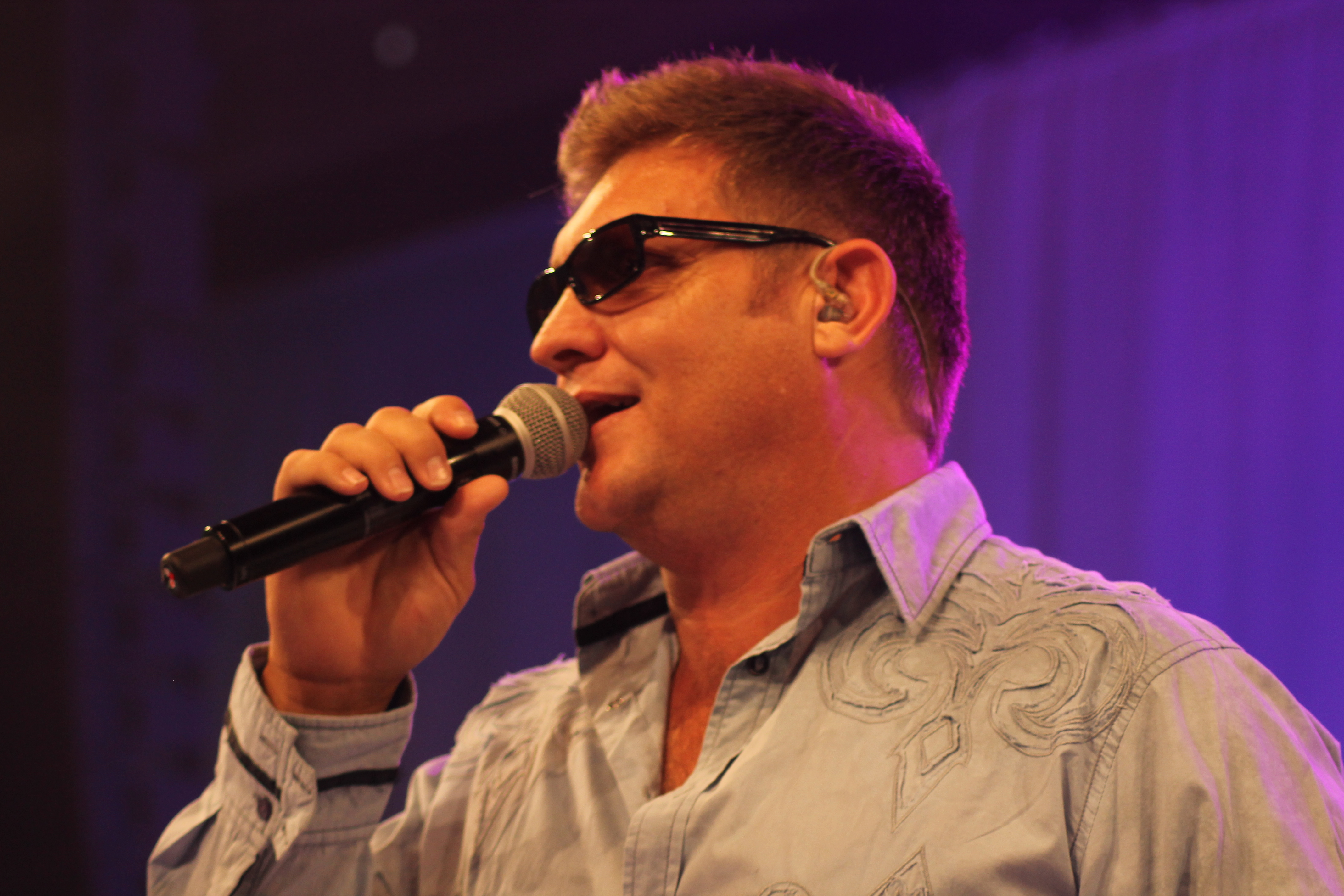
Kurt Darren (2014)

Kurt Darren (eigentlich Kurt Johan van Heerden, * 19. Februar 1970 in Pretoria) ist ein südafrikanischer Musiker und Musikproduzent. Er singt primär auf Afrikaans Schlager und Popmusik, verfügt jedoch auch über ein englischsprachiges Musikrepertoire. Er gilt neben Juanita du Plessis als erfolgreichster afrikaanssprachiger Musiker.
Als Kind besuchte er eine Schule in seiner Heimatstadt Pretoria, ehe er den Militärdienst in Walvis Bay (Namibia) absolvierte. Darren spielt seit 1995 vor ausverkaufte Arenen in Südafrika und Namibia. Sein größtes Konzert gab er vor 72.000 Menschen im Rahmen des Loftus for Jesus 2008 in Johannesburg.

## Veröffentlichungen

### Alben
- 1995 – For Your Precious Love
- 1997 – Kurt Darren
- 1998 – Just When I Needed You Most
- 1999 – Since I Found You
- 2001 – Net Jy Alleen
- 2002 – Meisie Meisie
- 2003 – Sê Net Ja
- 2004 – Staan Op
- 2005 – Vat My, Maak My Joune
- 2006 – Lekker Lekker
- 2007 – Voorwaarts Mars
- 2008 – Uit Die Diepte Van My Hart
- 2009 – Smiling Back At Me
- 2009 – Die Beste Medisyne
- 2009 – So 'n Bek Kort Jam(2009)
- 2010 – Met Liefde. . With Love, 20 Akoestiese liefdesliedjies
- 2010 – Oos Wes Tuis Bes
- 2012 – In jou oë
- 2014 – Seerower
- 2016 – Sal Jy Met My Dans?
- 2017 – Laat Die Dansvloer Brand

## Auszeichnungen
Kurt Darren gewann zahlreiche südafrikanische und internationale Musikpreise, darunter „Bester Sänger“, „Meistverkauftes Album“ und „Lied des Jahres“.